# Orde van Verdienste (Bulgarije)
De Orde van Verdienste (Bulgaars: За заслуга) van Bulgarije was een Bulgaarse onderscheiding.
Op 3 maart 1878 herkreeg Bulgarije na bijna 500 jaar Turkse bezetting haar autonomie als zelfstandig prinsdom van het Ottomaanse Rijk. Staatshoofd werd prins Alexander van Battenberg. Deze stelde 19 augustus 1878 een ridderorde, de Sint-Alexanderorde en een Orde van Verdienste (Bulgaars: Орден заслуг) in.
Het kleinood is een gouden medaillon waarop de Bulgaarse vorst Alexander, en na 1886 zijn opvolger Ferdinand van Saksen-Coburg, is afgebeeld. Om dit medaillon is een lauwerkrans aangebracht en het medaillon is op twee antieke zwaarden gelegd. Op de keerzijde is het Bulgaarse wapendier, een gekroonde leeuw, afgebeeld. Na 1888 droeg deze een Saksisch wapenschild op de schouder. Op een lint rondom deze leeuw staat in Cyrillisch-Bulgaars dse opdracht За заслуга oftewel "voor verdienste" geschreven. Het lint is helder rood en gelijk aan dat van de Orde van Sint-Alexander.
De medaille van Verdienste
Er was ook een Medaille van Verdienste en deze was gelijk aan het medaillon van de Orde van Verdienste maar groter, van zilver en zonder lauwerkrans en zwaarden. Ook deze werd aan een helderrood lint gedragen.
De orde en de medaille bestaan in meerdere modellen en deze dragen de beeltenissen van de Bulgaarse vorst Alexander I van Bulgarije, koning Ferdinand I van Bulgarije en vorst en daarna als koning en van 1918 tot 1943 van koning Boris III van Bulgarije. Er zijn geen onderscheidingen met de beeltenis van de jonge koning Simeon II van Bulgarije gemaakt.

## Gedecoreerden
- Wilhelm Albert, (Officier)
- Viktor Lutze, (Grootkruis)